# Кроусон, Ламар
Джон Ламар Кроусон (англ. John Lamar Crowson; 27 мая 1926, Тампа — 25 августа 1998, Йоханнесбург) — американский пианист.
Учился в Портленде в Рид-колледже, затем под руководством Артура Бенджамина, за которым последовал в Королевский колледж музыки, где впоследствии с 1957 г. преподавал. В 1952 г. получил диплом лауреата на Международном конкурсе имени королевы Елизаветы. На раннем этапе творчества выступал как солист, в том числе с такими дирижёрами, как Джон Барбиролли, Даниэль Баренбойм, Пьер Булез, Адриан Боулт, Колин Дэвис и Пьер Монтё.
В наибольшей степени, однако, Кроусон получил признание как ансамблевый музыкант, выступавший и записывавшийся вместе с несколькими заметными камерными ансамблями, а также вместе с такими солистами, как Жаклин дю Пре, Ицхак Перлман, Руджеро Риччи, Джанет Бейкер, Жерваз де Пейер. Альфред Брендель в 1981 году назвал Кроусона «одним из лучших ансамблевых пианистов нашего времени».
С 1972 г. Кроусон жил и работал преимущественно в ЮАР, в 1980 г. занял должность профессора в Кейптаунском университете, а в 1996 г. получил от этого университета степень почётного доктора. Среди его кейптаунских учеников был, в частности, Стивен Де Гроте.